# Distretto di Velyka Mychajlivka
Il distretto di Velyka Mychajlivka (in ucraino Великомихайлівський район?, Velykomychajlivs'kyj rajon era un distretto dell'Ucraina situato nell'oblast' di Odessa; aveva per capoluogo Velyka Mychajlivka. La popolazione era di 31.083 persone (stima del 2015). Il distretto fu costituito nel 1945 ed è stato soppresso in seguito alla riforma amministrativa del 2020.